# Neosemidalis (Leucosemidalis) furcifera
Neosemidalis (Leucosemidalis) furcifera is een insect uit de familie van de dwerggaasvliegen (Coniopterygidae), die tot de orde netvleugeligen (Neuroptera) behoort. 
Neosemidalis (Leucosemidalis) furcifera is voor het eerst wetenschappelijk beschreven door Meinander in 1972.